# Овчаров, Александр Михайлович
Александр Михайлович Овчаров (1916—1993) — советский офицер танковых войск, участник Великой Отечественной войны, Герой Советского Союза (28.04.1945). Генерал-майор танковых войск (8.08.1955).

## Биография
Александр Овчаров родился 28 марта 1916 года в посёлке Остёр (ныне — город в Козелецком районе Черниговской области Украины). Окончил школу, курсы телеграфистов в Киеве (1932), Черниговский педагогический институт в 1937 году. После окончания института оставлен в нём работать.
В ноябре 1937 года А. Овчаров был призван на службу в Рабоче-крестьянскую Красную Армию. Окончил команду одногодичников 151-го стрелкового полка в Одессе в 1938 году и в ноябре 1938 назначен командиром взвода полковой школы этого полка. С декабря 1939 года — помощник начальника штаба по шифровально-штабной службе 23-го стрелкового полка. На этом посту участвовал в боях советско-финской войны и во вводе советских войск в Бессарабию. В марте 1941 года стал начальником штаба полка.
С июня 1941 года — на фронтах Великой Отечественной войны. Воевал на Южном фронте. Участник Донбасской оборонительной операции, во время которой в ноябре 1941 года был тяжело ранен, долго лечился в госпитале. В январе 1942 назначен начальником штаба 23-й мотострелковой бригады в 57-й армии Южного фронта,затем в 6-й армии Юго-Западного фронта. Участвовал в Харьковском сражении. С августа 1942 — начальник разведывательного отдела штаба 23-го танкового корпуса на Сталинградском фронте. Участник Сталинградской битвы. В октябре 1942 года назначен начальником штаба 6-й танковой бригады, в ноябре — начальником штаба 62-й механизированной бригады, с декабря исполнял должность командира бригады. В составе 57-й и 51-й армий бригада хорошо действовала при отражении наступления противника на котельниковском направлении и в Ростовской наступательной операции. За успешные боевые действия 62-я механизированная бригада была 9 января 1943 года удостоена гвардейского звания и переименована в 15-ю гвардейскую механизированную бригаду. Уже под этим наименованием бригада под его командованием сражалась в составе войск Южного фронта, с ней он участвовал в Донбасской наступательной операции. В июле 1943 года был ранен, после госпиталя направлен на учёбу.
В 1944 году окончил Академические курсы усовершенствования офицерского состава при Военной академии бронетанковых и механизированных войск имени И. В. Сталина..
С июля 1944 года гвардии подполковник Александр Овчаров командовал 45-й механизированной бригадой 5-го механизированного корпуса 6-й танковой армии 2-го Украинского фронта. Особо отличился Ясско-Кишинёвской наступательной операции, в ходе которой 20-30 августа 1944 года бригада прошла с боями сотни километров, 23 августа с ходу успешно освободила город Васлуй (Румыния). Врагу были нанесены большие потери: убито до 2000 и взято в плен до 5000 вражеских солдат и офицеров, а также захвачено большое количество боевой техники, в том числе более 300 автомашин и более 500 повозок с грузами. 27 августа бригада овладела городом Рымнику-Сэрат, а 29 августа с боями вышла на подступы к Бухаресту.
За успешные бои в этой операции бригада преобразована в 18-ю гвардейскую механизированную бригаду (10.10.1944), а сам А. Овчаров был представлен к званию Героя Советского Союза.
Указом Президиума Верховного Совета СССР от 28 апреля 1945 года за образцовое командование бригадой при освобождении Румынии и проявленные при этом личное мужество и героизм гвардии подполковнику Александру Михайловичу Овчарову присвоено звание Героя Советского Союза с вручением ордена Ленина и медали «Золотая Звезда» за номером 6397.
Командовал этой бригадой до конца войны. В 1945 году бригада входила в состав 6-й гвардейской танковой армии и 9-й гвардейской армии на 2-м и 3-м Украинских фронтах. Участвовал в Венской, Братиславско-Брновской и Пражской наступательных операциях.
Летом бригаду вернули в 6-ю гвардейскую танковую армию, вместе с которой она прибыла в Монголию и вошла в состав войск Забайкальского фронта. Участвовал в советско-японской войне в августе 1945 года.
После её окончания продолжил службу в Советской Армии. В декабре 1945 года бригада была сокращена и переформирована в 18-й гвардейский механизированный полк Забайкальского военного округа, а полковник Овчаров остался его командиром. С января 1946 года — заместитель командира 206-го танкового полка, с апреля 1947 года командовал этим полком. С октября 1950 года командовал 187-м отдельным танковым полком. В феврале 1952 назначен заместителем командира 16-й гвардейской механизированной дивизии Туркестанского военного округа (Самарканд).
В 1954 году он окончил Высшие академические курсы при Военной академии имени Фрунзе. С 23 июля 1954 по 21 марта 1958 года командовал 16-й гвардейской механизированной дивизией (в июне 1957 года дивизия была переформирована в 90-ю гвардейскую мотострелковую дивизию) в Туркестанском военном округе (Самарканд). С марта 1958 года служил начальником Оренбургского суворовского военного училища, в сентябре 1961 года переведён начальником Новочеркасского суворовского военного училища. В декабре 1963 стал военным комиссаром Дагестанской АССР, в сентябре 1966 года — военным комиссаром Волгоградской области. В июле 1974 года генерал-майор танковых войск А. М. Овчаров вышел в отставку.
Проживал в Волгограде. Скончался 23 августа 1993 года, похоронен на Димириевском (Центральном) кладбище Волгограда.

## Награды
- Герой Советского Союза (28.04.1945)
- Орден Ленина (28.04.1945)
- Орден Красного Знамени (5.10.1945)
- Орден Кутузова 2-й степени (31.03.1943)
- Орден Отечественной войны 1-й степени (11.03.1985)
- Два ордена Красной Звезды (2.12.1942, 30.04.1954)
- Медаль «За боевые заслуги» (6.11.1947)
- Медаль «За оборону Сталинграда»
- Медаль «За освобождение Праги»
- Медаль «За взятие Будапешта»
- Медаль «За взятие Вены»
- Почётная грамота Президиума Верховного совета Российской Федерации (1993)[6]
- Ряд других медалей

Иностранные награды
- Орден Красного Знамени (Монголия)
- Орден Красной Звезды (ЧССР)
- Орден Красной Звезды (Венгрия)
- медаль «За Победу над Японией» (Монголия)
- Медаль «Китайско-советской дружбы»[4]